# Teatro Mercadante
El Teatro Mercadante (antes llamado Teatro del Fondo) es un histórico teatro de Nápoles  (Italia).
Construido entre 1777 y 1778 según el proyecto del coronel de ingenieros, Francesco Sicuro. La obra se financió con los bienes confiscados a los jesuitas tras su expulsión de Nápoles, por lo que se llamó "Fondo di separazione dei lucri" (de ahí su nombre primero, "Teatro del Real Fondo di Separazione"). Se inauguró el 31 de julio de 1779 con la representación de L’infedele fedele, del libretista Giovanni Battista Lorenzi y música de Domenico Cimarosa.
Tras el breve período de la República Napolitana (1799), cuando el teatro fue renombrado "Teatro Patria", el teatro fue confiado en 1809 al empresario Domenico Barbaja. Bajo su dirección el teatro fue sede de los más grandes músicos de la época: Rossini, Mozart y Donizetti. De Mozart se representaron Don Giovanni, Las bodas de Fígaro y Così fan tutte (1812 - 1815), así como una serie de óperas francesas bajo el patrocinio y la influencia del rey de España, José Bonaparte, también rey de Nápoles  (1806 - 1808). 
Después de un prolongado trabajo de restauración, algunas de cuyas obras cambiaron por completo algunas partes (en 1893 la fachada debió ser reconstruida por Peter Pulli), en diciembre de 1870 el teatro fue bautizado con su nombre actual, "Mercadante", en honor al músico Saverio Mercadante, napolitano de adopción. Después de casi un siglo, marcado sobre todo por el éxito de Eduardo Scarpetta, el teatro, ya muy dañado por los bombardeos durante la Segunda Guerra Mundial, finalmente cerró en 1963 por no ser apto para su uso.
Desde mediados de los años ochenta se usó ocasionalmente como sala de exposiciones y sala de representaciones teatrales o de danza. Sólo a partir de 1995 en adelante, el Teatro Mercadante reanudó sus actividades con una programación teatral regular. Desde 2003 es gestionado por la Asociación de Teatro Estable de Nápoles.